# Rosamunde (Schubert)
Rosamunde, Fürstin von Zypern (Rosamunde, vorstin van Cyprus) is een toneelstuk van Helmina von Chézy waar de Oostenrijkse componist Franz Schubert muziek voor schreef. Het toneelstuk en de muziek gingen op 20 december 1823 in première in Wenen. Hoewel het toneelstuk zelf niet goed werd ontvangen en maar twee keer is opgevoerd, was er wel waardering voor de muziek van Schubert.  Deze is bewaard gebleven en wordt nog steeds uitgevoerd.  
De muziek bestaat uit de volgende delen:
1. Ouvertüre Die Zauberharfe;
2. Entr’acte No. 1;
3. Ballettmusik No. 1;
4. Entr’acte No. 2;
5. Romanze (Der Vollmond strahlt auf Bergeshöh’n);
6. Geisterchor
7. Entr’acte No. 3
8. Hirtenmelodien;
9. Hirtenchor;
10. Jägerchor;
11. Ballettmusik No. 2.

Net als in andere stukken gebruikte Schubert voor Rosamunde themas en melodieën die hij eerder had gebruikt voor andere werken.
- Biblioteca Nacional de España: XX3385460
- Bibliothèque nationale de France: cb13911166s (data)
- Gemeinsame Normdatei: 30014153X
- Library of Congress Control Number: n82010142
- MusicBrainz work: 9ab9a509-2d58-4f6f-acb7-719cba394d5e
- Nationale Bibliotheek van Israël: 987007502516205171
- Virtual International Authority File: 295227646